# Феоклит (Ламбринакос)
Митрополит Феоклит (греч. Μητροπολίτης Θεόκλητος, в миру Дими́триос Ламбрина́кос греч. Δημήτριος Λαμπρινᾶκος; род. 10 февраля 1967, Афины, Греция) — епископ Элладской православной церкви, митрополит Стагонский и Метеорский (с 2017).

## Биография
Родился 10 февраля 1967 года в Афинах, в Греции.
Окончил богословский институт Афинского университета.
В 1985 году был пострижен в монашество в Успенском монастыре Вулкану (Ἱερά Μονή Βουλκάνου) на Итоми.
В 1988 году митрополитом Мессинским Хризостомом (Фемелисом) был рукоположён в сан иеродиакона, а в 1989 году — в сан иеромонаха. В 1998 году возведён в достоинство архимандрита.
В 2003 году был назначен протосинкеллом Мессинской митрополии, а позднее был заместителем игумена Успенского монастыря в Вулкану.
6 октября 2017 года Священным синодом иерархии Элладской православной церкви был избран для рукоположения в сан митрополита Стагонского и Метеорского. 7 октября 2017 года в Благовещенском соборе Афин состоялась его архиерейская хиротония.
Кроме родного греческого, владеет английским и арабским языками.
Вошёл в «Список сослуживших с украинскими раскольниками иерархов Элладской Православной Церкви», распространённый циркулярным письмом Московской патриархии 8 ноября 2022 года, «с кем не благословляется молитвенное и евхаристическое общение и в епархии которых также не благословляется совершение паломнических поездок».